# Cheval en Uruguay
Le cheval en Uruguay (espagnol : caballo) est surtout destiné au travail avec le bétail. Le Criollo uruguayen constitue la variété locale de chevaux destinés à ces activités.

## Histoire
Le cheptel de chevaux uruguayen doit son existence au cheval colonial espagnol amené vers les Amériques en transitant par les Caraïbes.
Ils descendent vraisemblablement des chevaux introduits par Pedro de Mendoza en 1538, et par Alvar Núñez Cabeza de Vaca en 1540, dans le Rio de la Plata. Les conditions climatiques sont favorables à la reproduction des chevaux introduits, qui se multiplient rapidement.
En 1603, Hernando Arias de Saavedra amène un troupeau de chevaux et de bétail dans la Bande orientale. Cette colonisation témoigne de l'influence du cheval sur les modes de vie en Uruguay, qui donnent par la suite naissance à la figure du Gaucho.

## Pratiques et usages

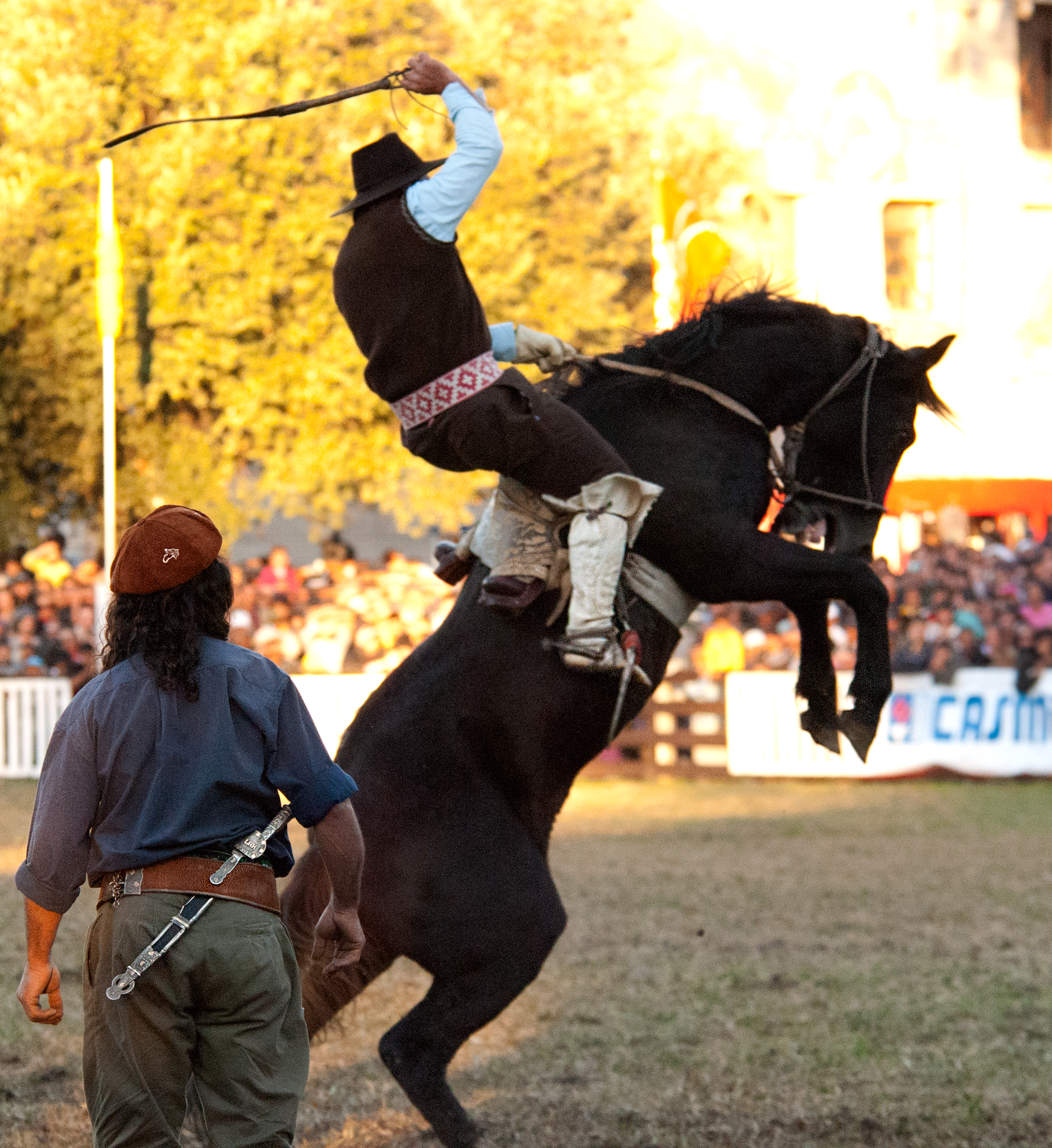
Jineata à Montevideo.

La pratique de l'équitation constitue une tradition d'origine très ancienne. Les usages locaux du cheval sont fortement influencés par la tradition des Gauchos, liée au travail du bétail. 
La jineata est le sport équestre traditionnel local. Les courses de chevaux sont également très populaires.
Le pays a développé une offre de tourisme équestre, avec de la randonnée à cheval.

## Élevage
La base de données DAD-IS répertorie vingt-cinq races de chevaux élevées en Uruguay, toutes localement adaptées ou importées vers ce pays.
Le stud-book du Criollo uruguayen est ouvert aux échanges avec d'autres reproducteurs de cette race dans les pays d'Amérique du Sud. Comme tous les autres Criollo, il présente le modèle du cheval colonial espagnol, et le type ibérique.

### Maladies et parasitisme
Le pays est touché par la fièvre équine du Potomac.
Il existe aussi des occurrences de la fièvre du Nil occidental, et de l'encéphalite de Saint-Louis.

## Culture
- Voir Gaucho.